# Eugen Onegin (film fra 1959)
|  | For andre betydninger, se Eugen Onegin (flertydig) |
Eugen Onegin (russisk: Евгений Онегин) er en sovjetisk spillefilm fra 1959 instrueret af Roman Tikhomirov.
Filmen er baseret på Aleksandr Pusjkins versroman af samme navn.

## Medvirkende
- Vadim Medvedev – Eugene Onegin
- Igor Ozerov – Vladimir Lenskij
- Ariadna Sjengelaja – Tatjana Larina
- Svetlana Nemoljajeva – Olga Larina